# The Monochrome Set
The Monochrome Set és un grup de música de new wave, formada a Hornsey, Londres el 1978. La formació més actual està formada per Bid, Lester Square, Andy Warren i Steve Brummell. Són considerats tan influents com els Television Personalities. Formats el 1978 i liderats pel carismàtic Bid, el combo londinenc va ser pioner del post-punk i l'indie a parts iguals, gràcies a la seva característica barreja de misteri i lluminositat. El seu àlbum Love Zombie (1981) ha estat una font on han begut músics com Neil Hannon, Alex Kapranos o Graham Coxon.

## Discografia
| Studio albums - Strange Boutique (1980, Dindisc) - Love Zombies (1980, Dindisc) - Eligible Bachelors (1982, Cherry Red) - The Lost Weekend (1985, Blanco Y Negro) - Dante's Casino (1990, Vinyl Japan) - Jack (1991, Honeymoon) - Charade (1993, Cherry Red) - Misère (1994, Cherry Red) - Trinity Road (1995, Cherry Red) - Platinum Coils (2012, Disquo Bleu) - Super Plastic City (2013, Disquo Bleu) - Spaces Everywhere (2015, Tapete Records) Extended plays - I Love Lambeth (1995, Cherry Red) Compilation albums - Volume, Contrast, Brilliance... (Sessions & Singles Vol. 1) (1983, Cherry Red) - Westminster Affair (Bande Originale Du Film) (1988, Él) - Colour Transmission (1988, Virgin) - What a Whopper! (1992, Richmond Records) - Tomorrow Will Be Too Long – The Best of The Monochrome Set (1995, Caroline Records) - Black & White Minstrels 1975–1979 (1995, Cherry Red) - Compendium 75–95 (1996, Cherry Red) - Chaps (1997, Recall 2cd) - The Best of The Monochrome Set (2000, Cherry Red) - The Independent Singles Collection (2008, Cherry Red) - Early Recordings: 1975–1977 "White Noise" (2010, Captured Tracks) | Live albums - Live (1993, Code 90) - M-80 (2013, Wienerworld) Video albums - The Monochrome Set (2002, Classic Rock Productions) - Destiny Always Calls Twice (2006, Cherry Red Films) - M-80 (2013, Winerworld) Singles - "He's Frank"/"Alphaville" (1979, Rough Trade) - "He's Frank (Slight Return)"/"Silicon Carne"/"Fallout" (1979, Rough Trade, Disquo Bleu) - "The Monochrome Set"/"Mr. Bizarro" (1979, Rough Trade) - "Eine Symphonie Des Grauens"/"Lester Leaps In" (1979, Rough Trade) - "405 Lines"/"Goodbye Joe" (1980, Dindisc) - "The Strange Boutique"/"Surfing S.W.12" (1980, Dindisc) - "Apocalypso"/"Fiasco Bongo" (1980, Dindisc) - "Ten Don'ts for Honeymooners"/"Straits of Malacca (1981, PRE Records) - "The Mating Game"/"J.D.H.A.N.E.Y" (1982, Cherry Red) - "Cast a Long Shadow"/"The Bridge" (1982, Cherry Red) - "The Jet Set Junta"/"Love Goes Down the Drain"/"Noise (Eine Kleine Symphonie)" (1983, Cherry Red) - "Jacob's Ladder"/"Andiamo" (1984, Blanco Y Negro) - "Wallflower"/"Big Ben Bongo" (1985, Blanco Y Negro) - "Killing Dave"/"House of God (live)" (1991, Honeymoon) - "Forever Young"/"Hurting You"/"Little Noises" (1993, Cherry Red) - "Iceman" (2015, Tapete - download only) |